# Tägertschi
Tägertschi es una comuna suiza del cantón de Berna, situada en el distrito administrativo de Berna-Mittelland. Limita al norte y al este con la comuna de Konolfingen, al sur con Häutligen y Wichtrach, y al oeste con Münsingen.
Hasta el 31 de diciembre de 2009 situada en el distrito de Konolfingen.

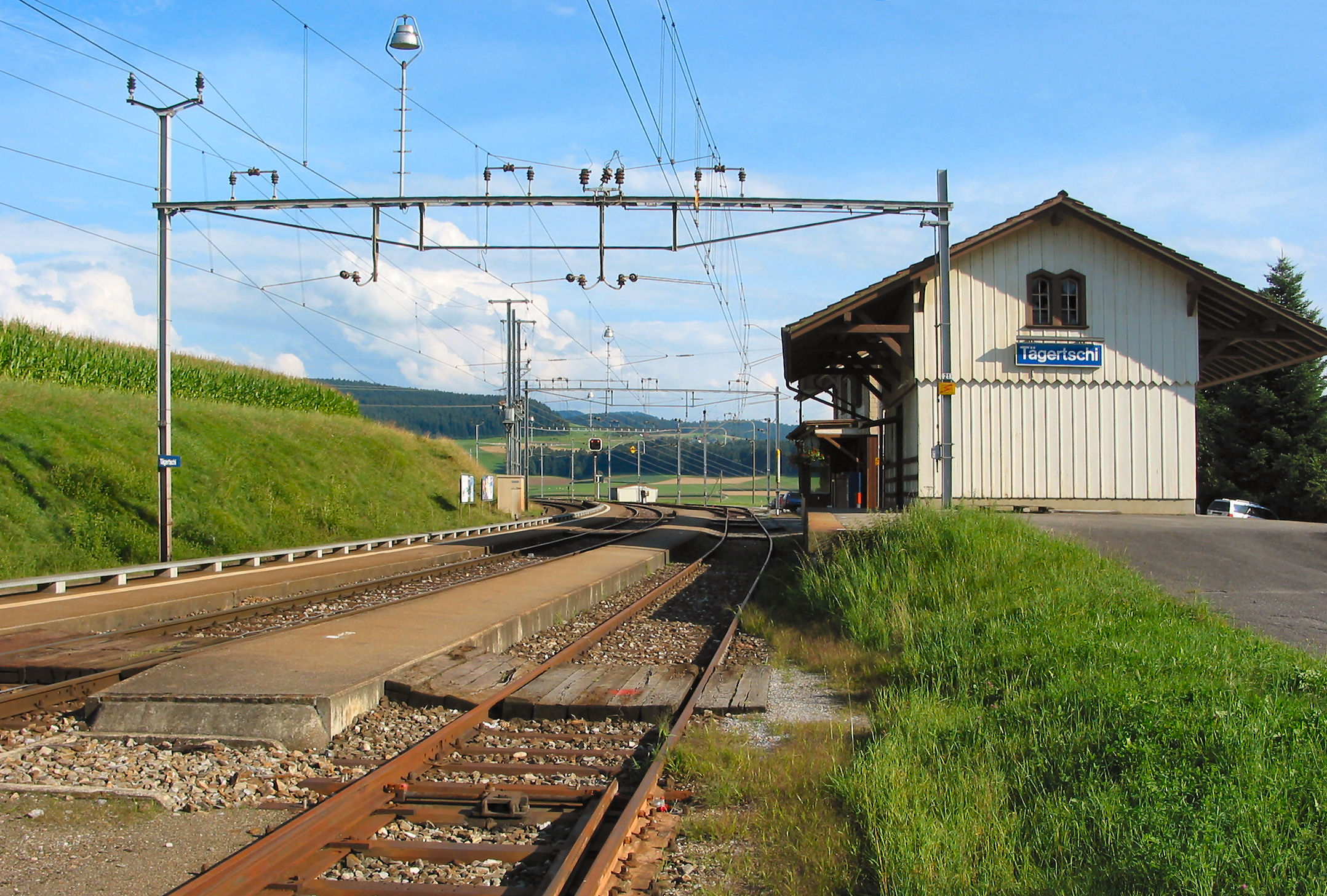
Estación del tren de Tägertschi.